# Alexander Hoffmann (Ökonom)
Alexander Hoffmann (* 7. Oktober 1879 in Steinpleis; † 16. April 1946 in Leipzig) war ein deutscher Betriebswirt und Hochschullehrer.
Hoffmann studierte Staatswissenschaften in Leipzig und Tübingen und Rechtswissenschaften in Leipzig, München und Jena. Er promovierte in beiden Fächern (1905 an der Universität Tübingen bei Friedrich Julius von Neumann und 1914 an der Universität Jena) und habilitierte sich 1920 in Leipzig für Volks- und Privatwirtschaftslehre, wurde 1921/22 ordentlicher Professor für Volkswirtschaftslehre an der TH Darmstadt und von 1922 bis zum Tod ordentlicher Professor der Betriebswirtschaftslehre an der Universität Leipzig. Im November 1933 unterzeichnete er, der kein Parteimitglied der NSDAP wurde, das Bekenntnis der deutschen Professoren zu Adolf Hitler. Seine privatwirtschaftlichen Positionen standen aber dem Nationalsozialismus, speziell auch den Theorien von Walter Thoms, entgegen. 1944 wurde er in Leipzig vor der Zeit gedrängt, in den Ruhestand zu treten, was im März 1945 geschah.
Hoffmann hat ein geschlossenes betriebswirtschaftliches System in der Wirtschaftslehre der kaufmännischen Unternehmung (1932) erstellt. Auch seine internationale Ausrichtung war innerhalb der deutschen Betriebswirtschaft beachtlich.

## Schriften
- Die direkten Staatssteuern im Königreich Sachsen mit bes. Berücksichtigung d. allgemeinen Einkommensteuer, 1906 (= Dissertation Universität Tübingen)
- Die ital. Kollektivgesellschaft, 1914 (= Dissertation Universität Jena)
- Die Kommunalbesteuerung in Italien, 1915
- Die Volkswirtschaft im mittelalterlichen Serbien, 1920 (= Habilitationsschrift Universität Leipzig)
- Die Konzentrationsbewegung in d. dt. Industrie, 1922
- Der Gewinn d. kaufmännischen Unternehmung, 1929
- Die Konzernbilanz, 1930
- Die Besteuerung des Gewinns der kaufmännischen Unternehmung im Ausland, 1934
- Erwerbswirtschaftliche Gesellschaftsformen, 1937
- Das Kreditwesen im heutigen Italien, 1939